# Дерново-карбонатные почвы
Дерново-карбонатные почвы (встречается также Рендзины) — азональные почвы, образующиеся на карбонатных породах, залегающих на небольшой глубине. Дерново-карбонатные почвы встречаются небольшими участками по всей Европе, однако наибольшие площади они занимают в бассейне Вислы и на территории Белоруссии. Дерново-карбонатные почвы развиваются в автоморфных условиях и в целом имеют промывной тип водного режима. Благодаря высокому содержанию кальция в подстилающей горной породе, органические кислоты быстро нейтрализуются и в виде гуматов кальция накапливаются в верхнем почвенном горизонте. Именно поэтому перегнойный горизонт имеет тёмный цвет, нейтральную реакцию и хорошо выраженную зернистую структуру. Содержание гумуса в дерново-карбонатных почвах колеблется от 5 до 7 %. Дерново-карбонатные почвы делятся на три подтипа, каждому из которых присущ свой морфологический профиль — типичные, выщелоченные и оподзоленные дерново-карбонатные почвы.

## Рендзина
Название рендзина — одно из самых интересных названий почвы. Оно происходит от польского разговорного слова «rzędzić», что означает «общаться»: почвы этого типа содержит значительное количество гравия и камней, которые во время пахоты производят различные звуковые эффекты (поскрёбывание, визг, и т. д.), то есть как бы «говорят» с пахарем.